# Xã Dudley, Quận Clearwater, Minnesota
Xã Dudley (tiếng Anh: Dudley Township) là một xã thuộc quận Clearwater, tiểu bang Minnesota, Hoa Kỳ. Năm 2010, dân số của xã này là 400 người.